# Список соборов Азербайджана
Это список соборов в Азербайджане.
Список кафедральных соборов включает храмовые здания, находящиеся на территории Азербайджанской Республики и принадлежащие христианским конфессиям (Русская Православная Церковь, Римско-Католическая Церковь и Армянская Апостольская Церковь). Комментарии по каждой конфессии находятся в соответствующем разделе.

## СоборыРусской Православной Церкви
| Собор                                   | Изображение | Локализация | Дата | Стиль   | Комментарий |
| --------------------------------------- | ----------- | ----------- | ---- | ------- | ----------- |
| Кафедральный собор Святых Жен-Мироносиц |             | Баку        | 1909 | русский |             |

## СоборыРимско-Католической Церкви
| Собор                                                   | Изображение | Локализация | Дата | Стиль      | Комментарий |
| ------------------------------------------------------- | ----------- | ----------- | ---- | ---------- | ----------- |
| Церковь Непорочного Зачатия Пресвятой Девы Марии (Баку) |             | Баку        | 2006 | постмодерн |             |

## СоборыАрмянской Апостольской Церкви
| Собор                                       | Изображение | Локализация | Дата | Стиль     | Комментарий |
| ------------------------------------------- | ----------- | ----------- | ---- | --------- | ----------- |
| Собор Святого Иоанна Крестителя - Гандзасар |             | Ванклу      | 1240 | армянский |             |
| Собор Святого Христа Всеспасителя (Шуша)    |             | Шуша        | 1868 | армянский |             |